# Daniel-Stanislaw Gąsienica
Stanisław Gąsienica Daniel (né le 6 mars 1951) est un ancien sauteur à ski polonais.

## Palmarès

### Jeux Olympiques
| Épreuve / Édition | Sapporo 1972 |
| Petit Tremplin    | 39e          |
| Grand Tremplin    | 31e          |

### Championnats du monde
| Épreuve / Édition | Épreuve / Édition | Vysoke Tatra 1970 |
| Petit Tremplin    | Petit Tremplin    | Bronze            |